# یادکینویل (کارولینای شمالی)
یادکینویل (به انگلیسی: Yadkinville) شهری در ایالت کارولینای شمالی کشور ایالات متحده آمریکا است که جمعیت آن در سرشماری سال ۲۰۱۰ میلادی، ۲٬۹۵۹ نفر بوده‌است.